# The Blizzards

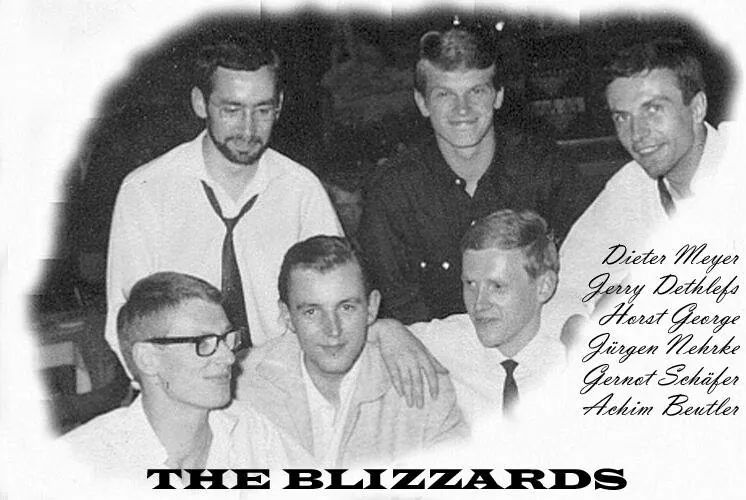
THE BLIZZARDS aus Stade als 6-Mann-Band, Anfang 1963

The Blizzards aus der Hansestadt Stade nahe Hamburg entstanden aus verschiedenen von Schülern gegründeten Skiffle-Gruppen.

## Werdegang
Seit 1961 spielte die Gruppe in wechselnden Trio-Formationen vor größerem Publikum englischsprachige Hitparadentitel nach. Ab Anfang 1962 trat die Band in konstanter Besetzung als Quartett auf: Joachim Beutler, Sologitarre, Gerd „Jerry“ Dethlefs, Rhythmusgitarre, Gernot Schäfer, Bassgitarre, und Dieter Meyer, Schlagzeug. Alle Musiker waren zugleich Sänger. Nachdem sie bereits in den ersten Wochen ihres Bandbestehens den Siegerplatz auf einem „Jekami-Abend“ erreicht hatten, einem Vorläufer heutiger Band-Wettbewerbe, wurden sie im gesamten Niederelbe-Bereich für Jugend-Tanzveranstaltungen engagiert. Engagements in Bremerhaven und Hamburg folgten.
Anfang 1963 kamen zwei weitere Gitarristen und Sänger zur Band, Jürgen Nehrke und Horst George, der später eine Reihe von Liedern für die Blizzards schrieb. Jerry Dethlefs übernahm nun die konstante Rolle des Frontsängers. Die Erweiterung zum Sextett war nur von kurzer Dauer, da Gernot Schäfer die Band verließ, bald darauf eine eigene Gruppe gründete. Im Sommer 1963 nahmen Hamburger Konzertvermittler mit umfangreichen Verbindungen in Norddeutschland die Blizzards unter ihr Management. Es folgten Auftritte in fast allen großen Häusern Hamburgs (u. a. im Star-Club) wie auch in Schleswig-Holstein, dort beispielsweise in den Starpalästen Kiel und Flensburg.
1964, nach Weggang ihres Frontsängers zur Bundeswehr, stellte sich das verbliebene Quartett auf hauptsächlich mehrstimmigen Gesang um. Mit diesem beeindruckten sie auch den Produzenten Siegfried Loch, der daraufhin mit ihnen die erste Star-Club-Single mit deutschem Text aufnahm und sie weiter maßgeblich förderte. Es folgten weitere Plattenaufnahmen, Interviews bei bekannten Radiosendern sowie Fernsehauftritte. Die Blizzards fungierten im Studio oder bei Live-Auftritten auch für andere Gesangsstars, wie Tony Cavanaugh, Drafi Deutscher, Davy Jones oder Suzanne Doucet, als Begleitband.
Im Sommer 1965 wurde Schlagzeuger Dieter Meyer wegen seiner Einberufung zur Bundeswehr von dem Hamburger Horst „Hotte“ Kupczyk (vorher bei Gigi & The Night Shadows) abgelöst. Mit ihm am Schlagzeug wurden weitere Plattentitel eingespielt, von denen wohl „Hab’ keine Lust, heut aufzustehn“ („Ik heb geen zin om op te staan“) die erfolgreichste Aufnahme der Blizzards wurde. Während seiner Militärzeit trat Dieter Meyer mit seinen früheren Bandkollegen Jerry Dethlefs und Gernot Schäfer in der Gruppe „Jerry and the Beatnics“ auf, hauptsächlich in Hamburg und im südlichen Schleswig-Holstein.
1967 holten die Blizzards Jerry Dethlefs wieder an seinen früheren Platz als Frontsänger zurück. Es folgten aber keine weiteren Plattenaufnahmen, denn dafür hatten die Produzenten einen Wechsel in den Vollprofistatus zur Voraussetzung gemacht. Da alle Bandmitglieder aber mittlerweile relativ sichere andere Hauptberufe hatten, gaben sie lieber weiterhin als Musik-Semiprofis Gastspiele. Nach weiteren drei Jahren Bühnenaktivität, unter anderem wiederholt als Begleitband von Drafi Deutscher und dem damaligen Newcomer Howard Carpendale lösten sich die Blizzards Ende 1969 auf. Grund dafür war der Weggang von Jürgen Nehrke und Horst George Anfang 1970 nach Sardinien beziehungsweise Chile. Beide waren im Hauptberuf Lehrer. 1983 formierten Dieter Meyer und Jerry Dethlefs die Blizzards neu. In mehrfach wechselnden Besetzungen existierten sie dann bis 1987.

## Verwechslungen
Die 1963 in den Charts platzierte Single Happy Cowboy stammt von einer gleichnamigen Band, deren Mitglied der Sänger Ronny war.

## Veröffentlichungen

### Singles
- 1964: Zu schön / Isabel; Star-Club 148 516
- 1965: Grausame Stadt / Wie gewonnen, so zerronnen; Fontana 269 327
- 1965: Ohne dich / Ich sag ihr adieu; Fontana 269 330
- 1965: I’m Your Guy / 108 Pounds of Heartache; Fontana 269 333
- 1966: Hab keine Lust, heut aufzustehn / Exodus; Fontana 269 341

### LP
- 1965: I’m Your Guy, Fontana 885 424 (später als CD mit 15 Bonustracks ROCK IN BOX RECORDS, RIB 049, 200)